# 青木はるみ (詩人)
青木 はるみ（あおき はるみ、1933年8月4日 - 2022年5月10日）は、日本の詩人。本名は春美。

## 人物
兵庫県出身。兵庫県立西宮高等学校卒業、関西学院大学文学部を経て、大阪文学学校に学ぶ。小野十三郎に師事し、1974年、第13回現代詩手帖賞を受賞。1982年、『鯨のアタマが立っていた』で第32回H氏賞を受賞。1988年、第12回井植文化賞を受賞。奈良市在住。関西詩人協会会員。「PO (雑誌)」「歴程」「たうろす」同人。
2022年5月10日午後0時28分、誤えんによる窒息のため奈良市で死去。88歳没。

## 著書
- 『青木はるみ詩集』 思潮社〈新鋭詩人シリーズ〉、1979年
- 『鯨のアタマが立っていた』 思潮社、1981年
- 『大和路のまつり』 思潮社〈現代詩書下し詩集〉、1983年
- 『ひまわりを五十三ぼん切る』 沖積舎〈現代女流自選詩集叢書〉、1983年
- 『魚の伝説』 すばる書房〈絵本・どうぶつ伝説集〉、1988年
- 『青木はるみ詩集』 思潮社〈現代詩文庫〉、1989年
- 『花信』 渋川矗イラスト、京都書院、1991年
- 『花の詩画集 約束の季節』 渋川矗イラスト、東方出版、1996年
- 『火薬』 沖積舎、1999年